# Kivijärvi
Kivijärvi [ˈkiʋiˌjærʋi] ist eine Gemeinde mit 1064 Einwohnern (Stand 31. Dezember 2022) in Mittelfinnland. Sie liegt 130 nordwestlich von Jyväskylä am Nordrand der Finnischen Seenplatte.
Eine feste Besiedlung der Gegend erfolgte im 16. Jahrhundert ausgehend von ostfinnischen Savo. Als politische Gemeinde besteht Kivijärvi seit 1868. Die bescheidene Pfarrkirche des Kirchdorfs Kivijärvi wurde 1874 erbaut.
Das Kirchdorf bildet den Bevölkerungsschwerpunkt der Gemeinde. Es liegt an einer Bucht am Westufer des namensgebenden Sees Kivijärvi, der das Gemeindegebiet auf einer Länge von 30 km von Nord nach Süd durchzieht. Daneben zählen zur Gemeinde die weit verstreut liegenden Dörfer Lokakylä, Karstula, Vastinki, Kumpulainen, Sompala, Kinnula, Saarensalmi, Keihärinkoski und Valkeisjärvi. In den Sommermonaten vergrößert sich die Bevölkerungszahl der Gemeinde erheblich, wenn Finnen vor allem aus den Großstädten des Landes ihre Ferienhäuser beziehen. Alleine am Ufer des Kivijärvi gibt es 650 solcher Mökkis.
Kivijärvi ist ländlich geprägt. Rund ein Drittel der Erwerbstätigen arbeitet in der Land- und Forstwirtschaft, größter Arbeitgeber ist die Gemeindeverwaltung. Kivijärvi verfügt über einen Flugplatz mit einer 900 m langen Startbahn, der vor allem von Segelfliegern genutzt wird. Im Nordosten hat die Gemeinde Anteil am Nationalpark Salamajärvi, in dem unter anderem Waldrentiere zu beobachten sind.

## Wappen
Beschreibung des Wappens: Im silbernen Schild ein rotbewehrter schwarzer Hahn auf einem roten Untergrund stehend.

## Politik
Wie in den meisten ländlichen Gegenden Finnlands ist in Kivijärvi die Zentrumspartei die stärkste Partei. Bei der Kommunalwahl 2008 erhielt sie über 60 % der Stimmen und verfügt im Gemeinderat, der höchsten Entscheidungsinstanz bei lokalen Angelegenheiten, mit 11 von 17 Abgeordneten über eine absolute Mehrheit. Die zweitgrößte Fraktion stellen die Sozialdemokraten mit vier Sitzen, gefolgt von der konservativen  Nationalen Sammlungspartei mit zwei Sitzen.
| Partei                    | Wahlergebnis 2008 | Sitze |
| ------------------------- | ----------------- | ----- |
| Zentrumspartei            | 62,7 %            | 11    |
| Sozialdemokraten          | 22,9 %            | 4     |
| Nationale Sammlungspartei | 14,4 %            | 2     |

## Persönlichkeiten
- Vihtori Vesterinen (1885–1958), Landwirt und Politiker
- Zaida Bergroth (* 1977), Filmregisseurin und Drehbuchautorin